# Regime de 4 de Agosto
O Regime de 4 de Agosto (em grego:  Καθεστώς της 4ης Αυγούστου), vulgarmente também conhecido como o Regime de Metaxás (em grego:  Καθεστώς Μεταξά), foi um regime autoritário sob a liderança do General Ioánnis Metaxás que governou a Grécia de 1936 a 1941. É denominado dessa maneira devido a um autogolpe realizado por Metaxás, com o apoio real, em 4 de agosto de 1936.
Existe algum debate sobre como o regime se relacionou com outros regimes autoritários da época: a Espanha franquista, a Itália fascista e a Alemanha nazista. Richard Clogg argumenta que, enquanto o regime tinha "adornos superficiais de fascismo" e Metaxas "não disfarçava sua admiração pelo nazismo e pelo fascismo", é "mais corretamente classificado como paternalista-autoritário e não fascista". O governo de Metaxás, é comparável a Espanha de Francisco Franco ou Portugal de António de Oliveira Salazar. Historiadores deste período enfatizam que não era um Estado "fascista", mas "com tendências autoritárias fascistas." O regime Metaxás foi diferenciado das ditaduras de Benito Mussolini e Adolf Hitler, em muitos aspectos: era relativamente não violento, não prosseguiu com uma política expansionista ou antissemita, e não foi um movimento político de massas.